# ジョン・ウェンデル・ホームズ
ジョン・ウェンデル・ホームズ (John Wendell Holms、1910年6月18日 - 1988年8月13日)は、カナダの外交官、学者である。

## 生涯
オンタリオ州ロンドンに生まれたホームズはウェスタンオンタリオ大学に入学し、その後トロント大学で修士号を得た。1933年から38年にかけてはピカリング・カレッジで英語の教師を務めた。1938年から40年にはロンドン大学で学び、43年には臨時の戦時助手として外務省に入った。
1947年から48年には駐ソ連臨時代理大使となった。1950年には国連のカナダ代表代理に任命された。1953年には外務次官補になり、60年に退職するまでその地位にあった。1960年からカナダ国際問題研究所の所長をつとめ、65年からはより実務的な事務総長に異動した。この研究所は国際問題を議論、分析するための、党派に偏しない、非営利、非政府の団体である。
ホームズは連邦警察によって同性愛者として攻撃された何百人もの官僚のうちのひとりであった。こうした魔女狩りはとくに1959年に沸騰し、60年代を通じて多くの人の人生やキャリア、家族を台無しにした。
1971年から81年にはオタワ近郊にあるヨーク大学グレンドン・カレッジの国際関係論の教授となった。1967年から亡くなるまではトロント大学の客員教授も務めた。彼はまた1979年から85年までイギリスにあるリーズ大学の歴史学の客員教授でもあった。

## 受章・受賞歴
1986年にカナダ王立協会のタイレル歴史メダルを授与された。1969年にはカナダ勲章オフィサーを受勲した。他にもカナダ王立協会会員となり、10個の名誉博士号を受けている。

## 著作

### 単著
- The better part of valour :essays on Canadian diplomacy, Toronto: McClelland and Stewart, 1970
- Canada :a middle-aged power, Toronto: McClelland and Stewart, 1976
- The shaping of peace :Canada and the search for world order, 1943-1957, v.1, v.2, Toronto: University of Toronto Press, 1979-1982
- Life with uncle :the Canadian-American relationship, Toronto: University of Toronto Press, 1981
  - 『カナダとアメリカ－－同盟国の政治と外交』(奥田和彦訳)、勁草書房、1987年。

### 共著・編著
- Canada and the new internationalism, Toronto: Canadian Institute of International Affairs, 1988, ed. with John Kirton
- Maelstrom :the United States, Southern Europe, and the challenges of the Mediterranean,　Cambridge, Mass.: World Peace Foundation, 1995